# Caridad (kommun)
Caridad är en kommun i Honduras.   Den ligger i departementet Departamento de Valle, i den sydvästra delen av landet, 60 km sydväst om huvudstaden Tegucigalpa. Antalet invånare är 3 542.